# Långpipig underblomma
Långpipig underblomma (Mirabilis longiflora) är en art i familjen underblommeväxter och kommer ursprungligen från sydvästra USA och Mexiko. Trumpetunderblomma kan odlas som utplanteringsväxt i Sverige. 
Långpipig underblomma har flera stjälkar som vanligen är mellan 50 och 150 centimeter långa.

## Synonymer
- Jalapa longiflora (L.) Moench nom. illeg.
- Mirabilis longiflora L.
- Mirabilis longiflora var. wrightiana (A.Gray ex Britton & Kearney) Kearney & Peebles
- Mirabilis wrightiana A.Gray ex Britton & Kearney
- Mirabilis wrightiana var. tubiflora Heimerl
- Nyctago longiflora(L.) Salisbury